# 陳銘 (福建布政使)
陈铭，字处之，丽水人，明朝政治人物。
曾任大都督府照磨。洪武九年，擔任吏部侍郎。洪武十年，擔任明朝兵部尚书。后因事，降為兵部郎中。洪武十一年四月，升任吏部尚书。同年六月，改任都督府掌判官。洪武十二年三月，改任福建布政使。